# アフリカ紛争
アフリカ紛争（アフリカふんそう）は 、スクウェア・エニックスのコンピュータゲーム『フロントミッション』シリーズに登場する架空の戦争。

## 概要
2034年3月～2035年1月まで東部地域を除くアフリカ全域で継続的に発生した紛争の総称。主にCAでの軍事蜂起、WAの内戦、SAUSのUNASへの侵攻などによって構成されており、CAから連動する形で一連のアフリカ動乱が引き起こされることとなる。
アフリカ大陸は伝統的に、地中海沿岸の北部地域がE.C.寄り、南部地域がO.C.U.寄りと指摘されており、紛争は介入を行った二大勢力の代理戦争、アフリカの主導権争いとの見方が強い。また、E.C.は形式的には頓挫したものの傭兵部隊や自国の対テロ部隊を投入しており、紛争の長期化・泥沼化を狙っていた。また、政府と軍需企業との癒着として、数多くの製品が投入され、アフリカは実戦テストの舞台となった。この紛争により、WAWの兵器としての側面は固まったとされる。
紛争終結には戦闘用WAWを使用した初の部隊である独立攻撃機動中隊(IMAC)が大きな影響を果たしたとされ、最前線に配置された同部隊は紛争のターニングポイントに常に存在した。また、紛争終結と並んで、E.C.から分離したアフリカ闇市場問題解決にも尽力している。
ゲーム上では4＋αのルートが存在し、IMACの活動という条件次第で分岐する構造となっているが、この項では主として最後のルートを記述し、他ルートは参照に留める。なお、製作者サイドとしては最初のルートが正史とのことだが、後のワールドヒストリカの記述によると最後のルートが正史と変更され、他ルートはアナザーイフとされた。

## アフリカ統合機構 (OAC)
21世紀初頭、アフリカ大陸は自然環境の悪化、地域紛争の激化、増加する難民などの問題を抱え、混乱の極地にあった。活動を停止している国連に代わり、E.C.、O.C.U.、ザーフトラ等が独自に調停軍を組織し、事態の収拾にあたる。
- 2030年 対応策として、「アフリカ大陸共同国家計画」がE.C.とO.C.U.の援助の下に実行された。これは将来の統合のためにOACによって、大陸を暫定的に6つの共同体の設立に分割するものだった。次第に再建が軌道に乗り始める。

アフリカ統合機構(OAC)とは共同体全体の問題を協議する組織。発足当初は共同体間の領域分けや再建立案などの協議を行っていたが、次第に共同体間の利害調整を行う場に移行。当初はUNASが主導権を握っていたが、紛争の経緯によってSAUSの影響力が次第に強まっている。
紛争の経緯と並行して、共同体を準次、記述する。

### 南部アフリカ連合 (Southern Africa United States)
南アフリカ、ナミビア、アンゴラ等南部地域が統合した組織。旧国境は現行地図と重ならない。共同体中最も、親O.C.U.的でWAW導入にも積極的だった。
ZAINGO早期壊滅により、発生する第1の結末（事実上、最悪の結末）によるとSAUS・EAは下アフリカと呼ばれ、UNASを中心とした上アフリカによる援助を受け、親E.C.的性格を強めていく。ギニアナの体制が温存される他、貧富の差は拡大し、アフリカは荒廃していく。その結果、闇兵器産業が国内産業として成立してしまう。

### 中部アフリカ共同体 (Community of Central African States)
コンゴ、ガボン等中部地域が統合した組織。旧国境は現行地図と重ならない。
- 2034年3月 - かねてよりCA政権に不満を抱いていた北部州方面軍が独立政府ZAINGO（ザインゴ）の樹立を宣言し、武装蜂起。政府軍は主力だった機甲師団をザインゴ側に奪われる形となったため、劣勢に陥る。防衛線が後退する中、CAはSAUSに支援を要請。
CA政府首脳部はザインゴの侵攻に伴い、速やかに国外へ脱出。残された政府関係者が事態の建て直しに奮闘するも、警察などの民兵に頼らざるを得ない政府軍は劣勢が続き、防衛線は後退する。一方、ギニアナからも支援を受けたザインゴは北部地域を固めるとコンゴ盆地にまで侵攻。一時は地域の商業中心地キサンガニ西60kmにまで迫った。
- 2034年4月 - SAUSは要請を受諾。かねてより関係の深かったO.C.U.に協力を打診する。O.C.U.は大規模な支援は各共同体に与える影響からして望ましくないとしたため、少数の部隊で最大限の効果を挙げるべく、方法を模索する。そこで、当時注目されていた戦闘用WAWを投入することを決定した陸防軍は即座に部隊編成を行った。
編成された部隊はWAW3機からなり、そこにはJM社からもエンジニアを伴っていた。即座にOCUの情報衛星との連携下にあったSAUS情報部直属のもとに支援1個小隊を加え、編入された。部隊は、キサンガニ包囲を図る軍の前線を突破。民兵による各個撃破の足がかりを作った。

### 西部アフリカ共同連合 (West African States Community Union)
ナイジェリア、ガーナ等西南部地域が統合した組織。旧国境は現行地図と重ならない。首都はアブジャ。WA地域は暫定的に設置され、後定着した共同体の中でも、発足当時から構造的欠陥（実権の整理統合が未分化）が指摘されており、以下の組織ギニアナによる政権奪取を許してしまうことになる。
ギニアナ（ギニア湾岸諸国統合体）
2033年、WA所属のアレクサンドル・ギゼンガ陸将が共同体の改革を掲げ、クーデターにより政権を奪取。WAを上記名称で呼称すると共に大統領の座に着く。当初こそ理想的構想のもとに民衆の支持を得ていたが、その実、粛清・弾圧を繰り返して、国家元首に権力が直結する強圧的な軍事政権を築く。近年ではE.C.からの支援を得て、軍事力を増強しており、CAでの報を聞くや、早々に第一世代WAWヴァーゲを導入している。
WALF（戦士の槍）
クーデターの際、ルシアス・エンコモ大統領は反ギゼンガ派のエイモス・イレオ陸軍少佐に救出され、隣国CAに脱出する。CAは隣国の急速な軍事化に脅威を感じ、反ギゼンガ闘争を行うことを決意した元大統領に対し、支援を行う事を決定。ここにエンコモ元大統領が率いる反ギニアナ組織「戦士の槍」が誕生。CAがザインゴ出現により混乱に陥った際は一時支援が停止するも、組織自体は巨大化を続け、西アフリカ解放戦線(West African Liberation Front)と名称を変え、ゲリラ戦を継続している。ただ、ギニアナはWAW導入を開始すると共に本腰を入れ始めたため、WALFも敵のWAWを鹵獲するなどして、対応を続けるも苦戦を強いられている。
- 2034年7月 - チャドにおいて、ザインゴを壊滅に追いやったIMACだったが、跡地からギニアナによる多数の軍用輸送コンテナ及び国境を越えて伸びるトンネルが発見される。これをザインゴ支援の証拠と見たOCU・SAUS両国軍上層部は先程のザインゴ討伐において多大な戦果を挙げたIMACに対し、アフリカ駐屯任務の続行を決定。

更に、ギニアナが新型WAWシュッツェの大量投入を開始したことを受け、両国はE.C.とギニアナの関係洗い出しのためIMACをWALF支援に当てることを決め、SAUSは武器援助を開始。軍需企業の意向によるWAW実戦データ収集を視野に入れた作戦行動が、即座に進められた。
ラゴス海岸線より上陸する敵に徐々に圧迫される形となったWALFを支援するため、IMACは国境に隣接するサンガナビーチより、急襲揚陸艇（パジェーナ）を使用して急襲。砂地に足場を取られるWAWは戦車に圧倒される形になったものの、進軍路確保に成功した。その後、敵に攻囲されていたWALF主要メンバーと合流し、敵を排除した。なお、この時期より、新型WAWの配給が進められている。
IMACは後方で首都制圧の軍備を整えるWALFに目を向けさせないため、また補給拠点確保のため、レッキ新港の確保に向けられる。海岸線沿いに進軍したIMACはエスクラボスを抜け、調査目的だったシンセミアのWAWの攻撃により、部隊員を一名失うも、制圧に成功。
その間、WALFは首都制圧に成功。ギゼンガは軍司令部のあるラゴスに逃亡するも、WALFは放送局を押さえ、呼びかけによって全土に散らばっていた反政府運動を集結させた。一方、IMACは支援のため、ラゴスへの連絡橋を通過し、一挙にラゴス島・ヤバ地区に侵攻し、軍令部から逃れたギゼンガ本人の身柄を押さえる作戦を開始した。なお、この際欠員の生じた第1小隊にユージン・ボルヒェルトが兼メカニックとして協力を申し出、彼の発想した機体TCKと共に連絡橋を突破。
一方、WALF側ではイレオ少佐の知己でもあったロリングソン空将の協力により、空軍が反ギゼンガに転身し、ラゴスの軍司令部制圧に成功した。双方共に最終局面に入り、先行したIMACと共にヤバ地区を制圧、WAは解放された。一方、ギゼンガはUNAS方面への逃亡が確認されている。

### 北アフリカ国家共同体 (Unity of Northern African States)
アルジェリア、モロッコ、モーリタニア等北部地域が統合した組織。旧国境は現行地図と重ならない。
共同体中最も親E.C.的でOACの創設を提唱した地域でもある。
- 2034年9月 - ギニアナ軍事政権が崩壊。エンコモは大統領再選を果たし、かねてより抱いていた共同体改革案を実行に移す。それは前政府の問題点を抑えたものであり、民衆の支持を得る。ギゼンガはサハラ地域で消息不明となり、WAはUNASに引渡しを要求。UNASは所在不明と返答するも、情報部の調査結果、サハラ南部で残党が勢力建て直しを図り、既に領内で略奪被害が出ていることが判明する。これを、共同体全体の問題と判断したOACはギゼンガ追討部隊を結成、IMACもこれに編入された。
- 2035年1月 - WA大統領エンコモとUNAS統合議会議長ジェバールの直接対話によって、WA・UNASとSAUSの全面衝突は回避された。一方、WAに大量に供給されたWAWやUNASで確認された黒シケイダの問題は残されており、IMACは引き続き調査のためクサービに駐屯することとなった。

各地での調査の結果、アルワーデン通信塔での衛星を介したE.C.との交信記録等を発見するも、状況証拠に留まり、決定的証拠は発見されなかった。成果としてはギゼンガがサハラにて遺体となって発見された程度だった。そんな中、ベシャールのレガール空港にて調査目的で派遣されたWAWと正体不明の空港占拠部隊との交戦が発生、支援としてIMACが派遣、交戦した。この時期より、IMACにも新型WAWの支給が進められている。
E.C.が撤退したに関わらず、レーヴェ強化型が確認された事等、闇兵器に関わるすべての謎は今回新情報を加えたことにより、一挙に判明した。紛争中期、WA・レッキ港制圧後に発見された隠しドックにて確認されたザーフトラ製原潜空母レザノフが何らかの積荷を降ろした痕跡が発見された。後にザーフトラ本土にて調査を行った結果、闇取引で消えた原潜空母のみならず、兵器関連の技術者十数名の流出が確認された。
これはカザフスタン・バルハシ湖にてサルベージ業者との取引を行っていた事と関連付けられる。内容はサリシャガン・ライフルに関してであり、情報部によるとレザノフより消えた積荷もこれであると推察しうるとの事。ザーフトラ-レッキ-カザフスタンを繋ぐ線、ひいては黒シケイダを明らかにするため、IMACはUNAS領内に発見された地下工場へと突入した。

### 東部アフリカ共同体 (East African Communities)
ソマリア、タンザニア等東部地域が統合した組織。紛争中は大きな戦闘に巻き込まれることがなかった共同体。ZAINGO壊滅後は、即座にSAUS支持を表明する。
- 2035年4月 - エンコモ大統領による、諸外国に左右されることのないアフリカ主導の国土再建運動が始まる。